# Grinderman 2
Grinderman 2 — второй и последний альбом группы Grinderman (сайд-проект Nick Cave and the Bad Seeds), изданный в сентябре 2010 года. Неожиданным дополнением к нему стал альбом ремиксов Grinderman 2 RMX, в создании которого приняли участие как члены Grinderman, так и другие музыканты. Этот альбом получился также весьма интересным и самодостаточным.

## История создания
Проект Grinderman был приостановлен на время записи четырнадцатого альбом Nick Cave and the Bad Seeds Dig, Lazarus, Dig! (2008). После летнего тура в поддержку альбома, коллектив приступил к записи Grinderman 2 в различных студиях Лондона. В одном из интервью 2008 года Кейв сообщил, что альбом «покажет совершенно другой звук» и группа сделает его «более серьёзным на этот раз», также музыкант заметил, что не планирует делать коммерчески успешный альбом.
Запись Grinderman 2 началась в августе 2008 года и закончилась ровно через год. Продюсером альбома выступил Ник Лоне, друг группы ещё со времён The Birthday Party. В сентябре 2009 года Уоррен Эллис подтвердил, что Grinderman 2 готов. Новый альбом он описал как «очень разнообразный и психоделический». Альбом вышел в сентябре 2010 года обычным и подарочным изданием.

## Приём
Профессиональные критики единодушно заметили, что Grinderman 2 превосходит предыдущий альбом коллектива — Grinderman. Том Юрек из Allmusic охарактеризовал Grinderman 2 как «более изысканный и изученным делом, нежели его предшественник». Гарри Малхолланд отметил влияние на альбом «гаражного панка 60-х и краут-рока, гудящего как блюз». На сайте Metacritic Grinderman 2 имеет 83 балла из 100, что равносильно «всеобщему признанию».

## Список композиций
| №  | Название                           | Длительность |
| -- | ---------------------------------- | ------------ |
| 1. | «Mickey Mouse and the Goodbye Man» | 5:42         |
| 2. | «Worm Tamer»                       | 3:14         |
| 3. | «Heathen Child»                    | 5:01         |
| 4. | «When My Baby Comes»               | 6:50         |
| 5. | «What I Know»                      | 3:21         |
| 6. | «Evil»                             | 2:57         |
| 7. | «Kitchenette»                      | 5:19         |
| 8. | «Palaces of Montezuma»             | 3:34         |
| 9. | «Bellringer Blues»                 | 5:32         |

Бонус-треки
| №   | Название              | Длительность |
| --- | --------------------- | ------------ |
| 10. | «Super Heathen Child» | 6:30         |
| 11. | «Fire Boy»            | 4:52         |
| 12. | «Evil»                | 5:32         |
| 13. | «Heathen Child»       | 6:50         |

## Участники записи

### Музыканты
- Ник Кейв — вокал, электрогитара, орган, фортепиано
- Уоррен Эллис — акустическая гитара, электрическая мандолина, альт, скрипка, электрические бузуки, бэк-вокал
- Мартин Кейси — бас-гитара, акустическая гитара, бэк-вокал
- Джим Склавунос — ударные, перкуссия, бэк-вокал

### Техники
- Ник Лоне — продюсер
- Кевин Пол — ассистент продюсера
- Том Хью — помощник звукорежиссёра (студия State of the Ark в Лондоне)
- Дэвид «Саксон» Гринип — помощник звукорежиссёра (студия State of the Ark в Лондоне)
- Рассел Фоукус — ассистент звукорежиссёра (студия Assault & Battery 2 в Лондоне)

### Дизайнеры
- Ник Кейв — арт-директор
- Том Хингстон — арт-директор
- Полли Борланд — фотограф
- Илинка Хофнер — художник